# 클린트 맨셀

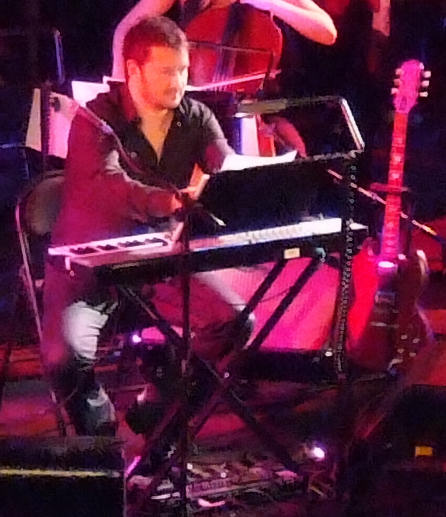
클린트 맨셀

클린트 맨셀(영어: Clint Mansell 클린트 맨설[*], 영어 발음: /ˈmænsəl/, 1963년 1월 7일 ~ )은 잉글랜드의 음악가, 작곡가로, 팝 윌 잇 잇셀프의 리드 보컬이기도 하다.

## 작품 목록
- 레베카 (음악)